# Prismatomeris robusta
Prismatomeris robusta är en måreväxtart som beskrevs av Jan Thomas Johansson. Prismatomeris robusta ingår i släktet Prismatomeris och familjen måreväxter. Inga underarter finns listade i Catalogue of Life.